# Brazii de Jos, Prahova
Brazii de Jos este un sat în comuna Brazi din județul Prahova, Muntenia, România.
În 1831, așezarea este menționată ca fiind un sat al plasei Târgșor, cu 39 de gospodării.